# 정혜린 (가수)
정혜린(영어: Jung Hyerin, 1987년 3월 28일~)은 대한민국의 가수이다.

## 개요
2015년 걸그룹 핫티즈(HOTTIES) 멤버로 2년간 활동하다가 2017년 트로트 가수로 전향해 솔로로 활동했고, 2022년에는 트로트 걸그룹 플러스T로 활동 했으나, 2023년 부터는 솔로로 활동하고 있다. 3시간 콘서트를 하는 나훈아, 독보적인 음색의 이미자가 롤모델이다.

## 데뷔
- 2015년 10월 5일 걸그룹 핫티즈(HOTTIES) 싱글 《핫티즈 1집 미니앨범》으로 데뷔했으며, 2017년 5월16일 싱글 《사랑의 방방》을 발표하며 트로트 가수로 전향했다.

## 생애
정혜린은 1987년 3월 28일 부산광역시 서구 충무동에서 태어났다. 부모님이 노래를 좋아해서 노래방에 자주 가면서 트로트를 좋아하고 가수의 꿈을 가지게 됐다. 가수가 되기 위해 지역 투어 오디션이나 테잎 오디션에 응시하다가 21세 때 JYP 연습생이 되었고, 아버지가 돌아가시면서 어머니(1959년 생)가 그녀를 따라 부산에서 서울로 이주했다. 하루에 12시간씩 8년간 걸그룹 연습생활을 하면서도 가수의 꿈을 포기하지 않았다. 아이돌 연습생을 하면서 대학에서 실용음악 보컬을 전공했다. 2015년 걸그룹 핫티즈(HOTTIES)에서 2년간 활동했는데 소속사 대표가 "트로트 가수를 찾는데가 있는데 오디션 보지 않을래?"라고 권유하면서 트로트 가수의 길로 들어섰다.  트로트 가수로 활동한지 1년 정도 될 무렵 활동을 중지하게 됐고 생계를 위해 알바를 하고 있었는데 우연히 걸그룹 연습생 시절 춤을 지도해준 선생님을 만나게 됐고 그로 부터 가수로 돌아가라는 조언에 다시 트로트 가수 활동을 재개했다. 제작자가 되는게 목표이다.

## 연예 활동
- 8년간 연습 생활을 한 이후 걸그룹으로 데뷔해 2년간 활동하다가 해체 이후 트로트를 시작했을 때만 해도 전문적으로 알려주시는 선생님들이 없어서, 영상 속 선배님들의 모습을 거듭 보면서 계속 연습만 했었다.[4]

- 2024년 3월 정혜린은 미니앨범 ‘엄마의 손편지’를 발매했다. 타이틀곡 ‘엄마의 손편지’는 엄마의 사랑과 아픔, 이해와 위로를 전하며 공감대를 형성했다. 특히 뮤직비디오에는 다양한 작품에서 엄마 역할을 완벽히 소화하며 믿고 보는 배우로 알려진 배우 윤유선이 출연했다.[5]

- 어려서 부터 강아지와 고양이를 좋아해서 매월 유기견 봉사를 하고 있다.[6]

## 음반
- 2015.10.05. '핫티즈' 싱글 《핫티즈 1집 미니앨범》타이틀곡 〈밤밤밤〉
- 2017.05.16. 싱글 《사랑의 방방》
- 2020.05.08. 싱글 《사랑해 한방》
- 2020.05.27. 싱글 《원달라》
- 2020.06.15. 싱글 《빨리오오》
- 2020.12.18. 싱글 《빨간약》
- 2022.02.03. 싱글 《홀로사랑》
- 2022.03.04. 싱글 《춘정》
- 2022.04.08. 싱글 《꼴찌면 어때》
- 2024.03.18. 싱글 《엄마의 손편지》

## 공연
- 2025.04.30. 《4월 문화가 있는날 - 가가호호 콘서트》 함양문화예술회관 대공연장, 첫 단독 콘서트

## 학력
- 남부민초등학교 졸업
- 부산중앙여자중학교 졸업
- 부산컴퓨터과학고등학교
- 한양여자대학교 실용음악과 보컬전공
- 세종대학교 실용음악과 보컬전공 졸업

## 경력
- 2015.10. ~ 2016.12. 걸그룹 《HOTTIES(핫티즈)》 전 멤버 (멤버: 규리, 소율, 상강(ELLIE, 엘리), 해나, 혜린)
- 2020년 한국공인중개사협회 한방 홍보모델
- 2020.04. 대한치매예방협회 홍보대사
- 2022년 걸그룹 《플러스T》 현 멤버

## 수상
- 《여수 국제청소년축제》음악부문 국무총리상(대상) 수상
- 2020년 《제28회 대한민국문화연예대상》 성인가요 신인상
- 2023년 《한국을 빛낸 자랑스러운 한국인 100인 대상》 트로트 인기가수상

## 기타
- 신체 : 키 168cm, 혈액형 B형
- MBTI : ESFJ / ISFJ
- 취미 : 수영, 등산, 골프, 외국어 학습(중국어, 영어, 일본어)